# میرزا سید حسن خان کاشانی
میرزا سیدحسن خان کاشانی  از سیاستمداران ایرانی بود، که در دوره نخست و دوره پنجم بعنوان نماینده کاشان در مجلس شورای ملی حضور داشت.